# Karsten Troyke

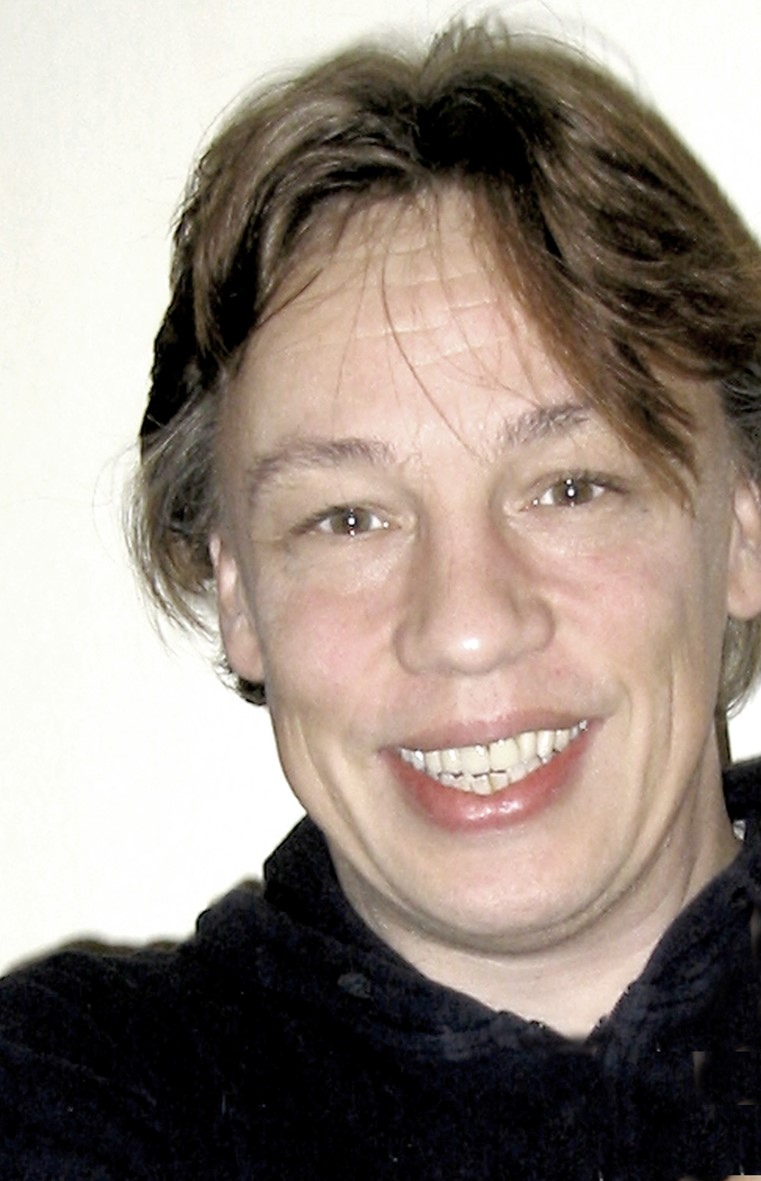
Karsten Troyke (2006)

Karsten Troyke (* 14. August 1960 in Ost-Berlin als Karsten Bertolt Sellhorn) ist ein deutscher Chansonsänger, Schauspieler und Sprecher, der sich vor allem mit jiddischen Liedern einen Namen machte.

## Leben
Troyke erlernte den Gärtnerberuf und arbeitete später mit geistig behinderten Kindern. Ab 1982 begann er öffentlich aufzutreten, wobei er neben eigenen Liedern auch jiddische Lieder sang. Nebenher nahm er Gesangsunterricht bei Leonore Gendries sowie Unterricht in Schauspiel und Sprecherziehung. Seit 1990 widmete er sich ganz den Liederprogrammen sowie dem Theater (unter anderem Vaganten Bühne Berlin, Hackesches Hoftheater, Teatr Kreatur).
Er wirkte in Hörspielen mit, arbeitete als Synchronsprecher und trat in unterschiedlichen Bühnenstücken auf. Als ein Botschafter des „Jiddischen Liedes“ bereiste er seit 1989 eine Reihe von Ländern wie Polen, Frankreich, Belgien, Norwegen, Dänemark, Australien, Israel, USA, Kroatien und Schweden.
Sein Album Yiddish Anders (1992) erhielt den Preis der deutschen Schallplattenkritik. Seine 1997 erschienene CD Vergessene Lieder enthält zuvor unveröffentlichte Lieder aus dem Gedächtnis von Sara Bialas-Tenenberg (1927–2021), die auch seine Mentorin für die jiddische Sprache ab 1987 war.
In seinen Chansonprogrammen arbeitete Troyke vor allem mit Bettina Wegner, Suzanna und dem Trio Scho zusammen. Seine Interpretationen von Liedern Georg Kreislers fanden Erwähnung in dessen 2005 veröffentlichter erster Biographie.
Im Jahr 2006 erschienen zwei Dokumentationen mit Troyke in Belgien (Les Films de la Mémoire), Yiddish Soul und Yiddish Soul – The Concert. 2007 war er ständiger Gastsolist bei der Abschiedstournee von Bettina Wegner. In den Jahren 2008 und 2009 spielte er neben seinen Konzerten wieder Theater, im Ensemble von Miriam Sachs.
Troyke gibt Workshops zur Interpretation jiddischer Lieder, vermittelt seltene Lieder aus seiner Sammlung, lehrte u. a. im Jewish Music Institute der SOAS London, im Carleton College in Northfield (Minnesota) und zuletzt in der Sommerschule des Centre Medem, Paris.
In seinen Konzerten widmet er sich seit 2006 vor allem in Vergessenheit geratenen jiddischen Tangos, er wird hierbei begleitet von Trio Scho und Jan Hermerschmidt. Seit 2015 tritt er mit jiddischem Jazz meist im Duo auf, Partnerin dabei ist Sharon Brauner.
Im Jahre 2021 gestaltete Troyke gemeinsam mit Gerhard Kämpfe das Programm der Kurt Weill Festspiele Dessau-Roßlau mit dem Programm Gott lacht mit seinen Geschöpfen.
Er ist ein Sohn von Werner Sellhorn, Enkel Isot Kilians und Onkel von Tino Mewes. Sein Urgroßvater mütterlicherseits war Götz Kilian, Opfer der Köpenicker Blutwoche. Zu Troykes 60. Geburtstag erschien ein biografisches Porträt auf haGalil.com.

## Werke

### Bücher (als Mitherausgeber)
- Fritz Mordechai Kaufmann: Die schönsten Lieder der Ostjuden - Siebenundvierzig ausgewählte Volkslieder. Faksimile von 1920, neu herausgegeben und übersetzt von Karsten Troyke und Achim Freudenstein. Achims Verlag, Edermünde 2001, ISBN 978-3-932435-09-6

### CD-Veröffentlichungen

#### Alben
- 1991: Shuloym Alaykhem, Fish & Cycle Wien
- 1992: Yiddish Anders (mit der Hermann Anders Band), Nebelhorn
- 1994: Leg den Kopf auf meine Knie, mit Texten von Selma Meerbaum-Eisinger, Itzik Manger und Abraham Sutzkever, Raumer Records
- 1996: Grüne Blätter (mit Andrej Soudnitsyn und Peter M. Haas), Raumer Records
- 1997: Jidische vergessene Lieder (mit Sara Bialas-Tenenberg u. a.), Raumer Records
- 1999: Shuloym Alaykhem – The Old Yiddish Songs, Raumer Records
- 1998: Troyke singt Kreisler, Raumer Records
- 2001: Chanson Total (Troyke & Suzanna), Raumer Records
- 2005: Grüne Blätter – remastered, Raumer Records
- 2006: Tango oyf yiddish, Oriente Musik
- 2006: Rare Songs of Georg Kreisler (Troyke & Suzanna), Raumer Records
- 2011: Unser war die Nacht (Troyke, Suzanna & Trio Scho), nur Download Edition
- 2012: Live – Klezmer Konzert (Troyke, Jan Hermerschmidt, Trio Scho), nur Download Edition
- 2012: Tango Oyf Yiddish Vol.2, Oriente Musik
- 2013: Yiddish Troubadour, Raumer Records
- 2015: Zol Zayn - Yiddish Songs, (Troyke & Daniel Weltlinger), Rectify Records
- 2015: Ich kann tanzen, (Troyke & Daniel Weltlinger), Rectify Records
- 2017: The World and I, Troyke Records/Calyram, nur Download Edition
- 2018: Yiddish Berlin (Troyke & Sharon Brauner), Troyke Records/Calygram

#### Mitwirkung (Auswahl)
- 1993: Tu Balval, Suzanna
- 1994: Váci Utca, Peter M. Haas, Martin Frisch
- 1995: T&FF Rudolstadt ’94
- 1997: Diadromes, Klezmer & Gipsy, Alec Kopyt & Poza
- 1998: Dui Dui, Suzanna
- 1999: Jazz Lyrik Prosa II
- 1999: Old Russian Popsongs, Trio Scho
- 1999: Wege, Bettina Wegner
- 2000: Mit Josh um halb acht, Werner Josh Sellhorn liest
- 2000: Lachen und lachen lassen, verschiedene Eulenspiegel-Autoren
- 2001: Schlaf schneller, Genosse, Ursula Karusseit, Günter Junghans, Trio Scho
- 2001: Alles, was ich wünsche, Bettina Wegner
- 2002: Schweineparadies, Die Bösen Mädchen
- 2003: Mein Bruder, Bettina Wegner
- 2004: Liebeslieder, Bettina Wegner
- 2005: Jazz Lyrik Prosa III
- 2005: Der Entenkönig (Hörspiel)
- 2008: a Spil af Yiddish, Mark Aizikovitch
- 2008: Abschiedstournee, Bettina Wegner
- 2009: Sol Sajn: Jiddische Musik in Deutschland und ihre Einflüsse (Troyke auf Vol. 2 und Vol. 4), Bear Family
- 2015: Lauter Liebeslieder, Suzanna & Friends
- 2022: Ein Ballade, auf Telegramm von Moka Efti Orchestra

## Hörspiele
- 1987: Bodo Schulenburg: Das Kälbchen und die Schwalbe – Regie: Manfred Täubert (Kinderhörspiel – Rundfunk der DDR)

## Film
- 2016: Die Weihnachtsgeschichte (Sprecher)